# Municipio de Highland (condado de Brule)
El municipio de Highland (en inglés: Highland Township) es un municipio ubicado en el condado de Brule en el estado estadounidense de Dakota del Sur. En el año 2010 tenía una población de 184 habitantes y una densidad poblacional de 1,98 personas por km².

## Geografía
El municipio de Highland se encuentra ubicado en las coordenadas 43°38′11″N 98°57′48″O / 43.63639, -98.96333. Según la Oficina del Censo de los Estados Unidos, el municipio tiene una superficie total de 92.94 km², de la cual 92,73 km² corresponden a tierra firme y (0,23 %) 0,21 km² es agua.

## Demografía
Según el censo de 2010, había 184 personas residiendo en el municipio de Highland. La densidad de población era de 1,98 hab./km². De los 184 habitantes, el municipio de Highland estaba compuesto por el 99,46 % blancos y el 0,54 % eran de una mezcla de razas. Del total de la población el 0 % eran hispanos o latinos de cualquier raza.